# Єкпенді (Єскельдинський район)
Єкпенді́ (каз. Екпінді) — село у складі Єскельдинського району Жетисуської області Казахстану. Входить до складу Туленгутського сільського округу.
У радянські часи село називалось Єкпінді.
Населення — 482 особи (2021; 438 у 2009, 438 у 1999, 516 у 1989).